# Alophia
Alophia es un género de plantas herbáceas, perennes y bulbosas perteneciente a la  familia de las iridáceas. Comprende cinco especies que se distribuyen desde el centro y sur de Estados Unidos hasta Brasil y Argentina y que se hallan estrechamente relacionadas con los géneros Herbertia, Cypella y Tigridia, de las cuales difieren por las características de sus estambres y del estilo.

## Descripción
Son plantas perennes estacionales de 15 a 60 cm de altura, de bulbos ovoides. Las hojas son lineares a estrechamente lanceoladas, plegadas, y presentan de 2 a 18 mm de ancho,  casi tan largas como los escapos florales. Las flores de estas especies son de color violeta o lila, con márgenes blancos, amarillos o marrones, son actinomorfas, hermafroditas y pediceladas. Los seis tépalos son libres, desiguales, los externos más grandes que los internos. El número cromosómico básico del género es x=14.

## Especies
El listado de especies de Alophia, con sus citas completas y distribución geográfica, se provee a continuación:
- Alophia drummondii (Graham) R.C.Foster, Contr. Gray Herb. 155: 34 (1945). Sur de Estados Unidos a México, Guyana y Bolivia.

- Alophia intermedia (Ravenna) Goldblatt, Brittonia 27: 384 (1975 publ. 1976). Noroeste de México (Sinaloa).

- Alophia medusa (Baker) Goldblatt, Brittonia 27: 384 (1975 publ. 1976). Brasil (Goiás).

- Alophia silvestris (Loes.) Goldblatt, Brittonia 27: 384 (1975 publ. 1976). Sur de México a Costa Rica.

- Alophia veracruzana Goldblatt & T.M.Howard, Ann. Missouri Bot. Gard. 79: 903 (1992). Mexico (Veracruz).